# Carga de color

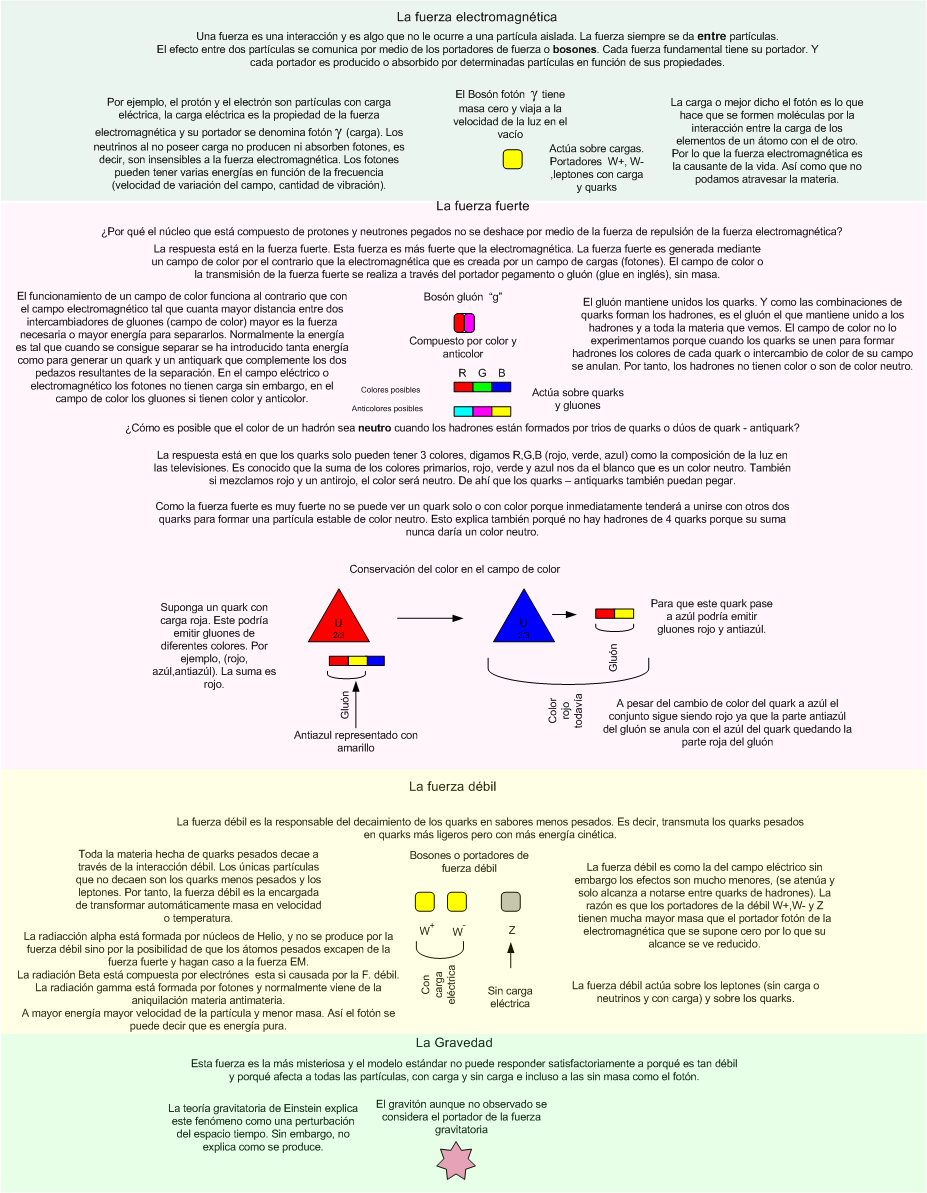
Explicación de la interacción entre partículas a través de las 4 fuerzas fundamentales.

En física, la carga de color es un número cuántico de los quarks y los gluones que está relacionada con su interacción fuerte en el contexto de la cromodinámica cuántica (QCD). Esto tiene algunas analogías formales con la noción de carga eléctrica de partículas, pero a causa de las complicaciones matemáticas de la QCD, existen muchas diferencias técnicas (por ejemplo la carga de color no es una magnitud escalar).
La carga de color no tiene que ver nada con los colores visibles usuales, sino que simplemente son una forma de llamar y diferenciar los diferentes tipos de una magnitud física asociada a los quarks.

## Introducción
El "color" de quarks y gluones no tiene nada que ver con la percepción visual de color; más bien, es un nombre ingenioso para una propiedad que casi no tiene manifestación a distancias mayores que el tamaño de un núcleo atómico. El término "color" se deriva simplemente del hecho de que la propiedad que describe tiene tres aspectos (análogos a los tres colores primarios), a diferencia del "aspecto" simple de la carga electromagnética.
Poco tiempo después de que la existencia de los quarks fuera propuesta por primera vez en 1964, Oscar W. Greenberg introdujo la noción de la carga de color para explicar cómo los quarks podían coexistir dentro de algunos hadrones en estados de otro modo idénticos y todavía satisfacer el principio de exclusión de Pauli. El concepto resultó ser útil. La cromodinámica cuántica ha estado en desarrollo desde la década de 1970 y constituye un ingrediente importante en el modelo estándar de la física de partículas.

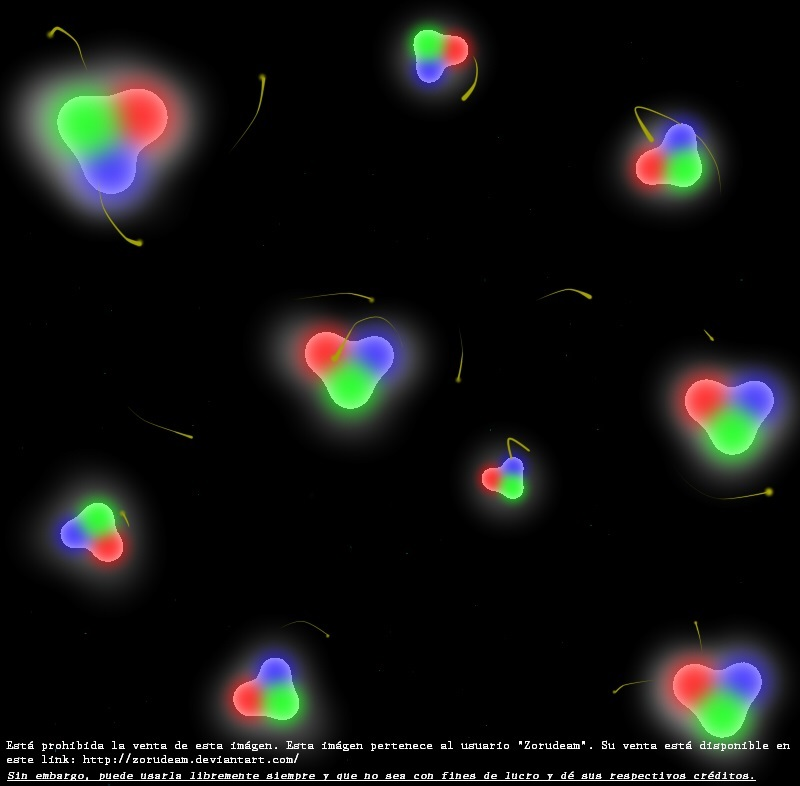
Representación artística de hadrones con las tres cargas de colores y electrones orbitando a su alrededor.

### Rojo, azul y verde
La cromodinámica cuántica describe el campo asociado a la carga de color como un campo de gauge, un sistema de partículas con carga de color viene descrito por una 3-tupla de números, convencionalmente las tres dimensiones del espacio vectorial requerido para describir la carga de color del sistema se han denominado "rojo", "verde" y "azul" y la interacción puede describirse en términos de un campo de Yang-Mills que cambia el "color" de una partícula. Naturalmente estos nombres no tienen nada que ver con el color de las partículas, sino que es una manera conveniente de hablar de las tres dimensiones requeridas para describir el color.
La carga de color de un quark puede tener tres valores diferentes: "rojo", "verde", o "azul"; y un antiquark puede tener tres "anticolores" diferentes, en ocasiones llamados "antirrojo", "antiverde" y "antiazul" (a veces representados por cian, magenta y amarillo). También puede decirse que los gluones son combinaciones de un par color/anticolor: por ejemplo, rojo/antiverde, y eso constituye su carga de color.

## Constante de acoplamiento y carga
En una teoría cuántica de campos la noción de constante de acoplamiento y carga son diferentes pero están relacionadas. La constante de acoplamiento fija la magnitud de la fuerza de interacción; por ejemplo, en electrodinámica cuántica, la constante de estructura fina es una constante de acoplamiento. Por otro lado, la carga en una teoría de gauge tiene que ver con la manera en que una partícula se transforma bajo la simetría de gauge, es decir, su representación bajo el grupo de gauge. Por ejemplo, el electrón tiene carga -1 y el positrón tiene carga +1, implicando que la transformación de gauge tiene efectos opuestos en ellos en algún sentido. Específicamente, si una transformación de gauge local {\displaystyle \scriptstyle \phi (x)} se aplica en electrodinámica, se encuentra que:

{\displaystyle A_{\mu }\to A_{\mu }+\partial _{\mu }\phi (x)}
{\displaystyle \psi \to \exp[iQ\phi (x)]\psi }
{\displaystyle {\overline {\psi }}\to \exp[-iQ\phi (x)]{\overline {\psi }}}

Donde:
{\displaystyle A_{\mu }} es el campo del fotón
{\displaystyle \psi } es el campo del electrón con {\displaystyle Q=-1} (una barra sobre {\displaystyle \psi } denota su antipartícula — el positrón).
Puesto que la QCD es una teoría no-abeliana (es decir, su grupo de gauge no es abeliano), las representaciones, y por consiguiente las cargas de color, son más complicadas. Esto es tratado en la siguiente sección.

## Campo de color
De la misma manera que la presencia de cargas eléctricas en movimiento conduce a la presencia de campos electromagnéticos, la presencia de la carga de color tanto en quarks como gluones lleva a la aparición de un campo de color. La QCD es precisamente la teoría de gauge cuántica que describe dicho campo de color. QCD usa como grupo de gauge el grupo no-abeliano SU(3). La running coupling se denota usualmente por
as. Cada sabor de quark pertenece a la
representación fundamental (3) y contiene una tripla de campos
denotados juntos por ψ. El campo antiquark pertenece a la
representación compleja conjugada
(3*) y también contiene una tripla de campos. Podemos escribir
{\displaystyle \psi ={\begin{pmatrix}\psi _{1}\\\psi _{2}\\\psi _{3}\end{pmatrix}}{\mbox{ y }}{\overline {\psi }}={\begin{pmatrix}{\overline {\psi }}_{1}^{*}\\{\overline {\psi }}_{2}^{*}\\{\overline {\psi }}_{3}^{*}\end{pmatrix}}}
El gluón contiene un octeto de campos,
pertenece a la representación adjunta (8), y puede ser escrito usando
las matrices de Gell-Mann como
{\displaystyle {\mathbf {A} }_{\mu }=A_{\mu }^{a}\lambda _{a}.}
Todas las otras partículas pertenecen a la
representación trivial (1) de color SU(3). La carga de color
de cada uno de estos campos está completamente especificada por las representaciones.
Los quarks y los antiquarks tienen carga de color 4/3, mientras que los gluones
tienen carga de color 8. Todas las demás partículas tienen carga de color cero.
Matemáticamente hablando, la carga de color de una partícula es el valor de un
determinado operador de Casimir cuadrático en la representación de la partícula.
En el lenguaje simple introducido previamente, los tres índices "1", "2" y
"3" en la tripla del quark se identifican usualmente con los tres colores.
Este lenguaje falla en el siguiente punto. Una transformación de gauge en
color SU(3) puede ser escrita como ψ → Uψ, donde U es una
matriz 3X3 que pertenece al grupo SU(3). Por lo tanto, después de una
transformación de gauge, los nuevos colores son combinaciones lineales de los
viejos colores. En resumen, el lenguaje simplificado introducido anteriormente
no es invariante por gauge.
La carga de color se conserva, pero los cálculos involucrados son más
complicados que simplemente sumar las cargas, como se hace en electrodinámica
cuántica. Una manera simple de hacer esto es observar el vértice de interacción
en QCD y reemplazarlo por una línea de representación de color. El significado
es el siguiente. Sea ψi represente la componente i-ésima de un
campo de quarks (llamado vagamente el color i-ésimo). El color de un gluón
está dado en forma similar por a que corresponde a la matriz de Gell-Mann
particular asociada con él. Esta matriz tiene índices i y j.
Estas son las etiquetas de color del gluón. En el vértice de interacción se
tiene qiψgij+qj. La representación de
línea de color rastrea estos índices. La conservación de la carga de color
significa que los extremos de estas líneas de color deben estar ya sea en el
estado inicial o final, o equivalentemente, que ninguna línea se quiebre en la
mitad de un diagrama.